# Schweizer Fussballmeisterschaft 1910/1911
Čtrnáctý ročník Schweizer Fussballmeisterschaft 1910/1911 (česky: Švýcarské fotbalové mistrovství) se konal za účastí již nově dvaceti jednoho klubů.
Dvacet jedna klubů bylo rozděleno do tří skupin (východ, centrum a západ), poté se vítězové skupin utkali proti sobě každý s každým. Sezonu vyhrál počtvrté ve své historii a obhájce minulých dvou  ročníků BSC Young Boys.